# ایاغچی
ایاغچی(به کردی: ئایاخچی، Ayaxçî) روستایی از توابع بخش زیویه در شهرستان سقز است که در استان کردستان ایران قرار دارد.

## جمعیت
این روستا در دهستان گل‌تپه واقع شده و براساس سرشماری سال ۱۳۸۵، جمعیت آن ۱۶۲ نفر (۲۹ خانوار) بوده‌است.